# Casey Larson
Pour les articles homonymes, voir Larson.
Casey Larson est un sauteur à ski américain, né le 16 décembre 1998 à Barrington.

## Biographie
Licencié au Norge Ski Club (no), il prend part à sa première compétition en Europe dans la Coupe FIS en 2015. Après une sélection aux Jeux olympiques de la jeunesse à Lillehammer en 2016, où il finit sixième, Larson prend part à trois éditions des Championnats du monde junior en 2016, 2017 et 2018, obtenant au mieux une huitième place en individuel en 2017 à Park City.
Il fait ses débuts collectifs en Coupe du monde à Zakopane en janvier 2017, puis individuels à Trondheim deux mois plus tard. Il participe à ses premiers championnats du monde en 2017. 
En 2018, comme ses coéquipiers de son club Michael Glasder et William Rhoads,  il est sélectionné pour ses premiers jeux olympiques à Pyeongchang, se classant 39e au petit tremplin et 9e par équipes. L'historien Bill Mallon a trouvé que Casey Larson est le cent-millième olympien masculin.
En fin d'année 2018, il obtient ses premiers podiums dans la Coupe FIS à Park City.
Aux Championnats du monde 2019, il prend part aux quatre épreuves au programdm, pour obtenir notamment le 28e rang au petit tremplin.
En novembre 2020, il enregistre son premier résultat en Coupe du monde lui valant des points avec une 28e place à Ruka.
Sa sœur Cara est aussi sauteuse à ski.

## Palmarès

### Jeux olympiques
| Épreuve / Édition | Pyeongchang 2018 | Pékin 2022 |
| Petit tremplin    | 39e              | 39e        |
| Grand tremplin    | -                | 43e        |
| Par équipes       | 9e               | 10e        |

### Championnats du monde
| Épreuve / Édition | Épreuve / Édition      | Lahti 2017 | Seefeld 2019 | Oberstdorf 2021 |
| Petit tremplin    | Petit tremplin         | -          | 28e          | 46e             |
| Grand tremplin    | Grand tremplin         | 46e        | 38e          | 48e             |
| Par équipes       | Petit tremplin (mixte) | -          | 10e          | 12e             |
| Par équipes       | Grand tremplin         | 11e        | 11e          | 10e             |

### Championnats du monde de vol à ski
| Épreuve / Édition | Planica 2020 | Vikersund 2022 |
| Individuel        | 39e          | 40e            |
| Par équipes       | -            | -              |

### Coupe du monde
- Meilleur résultat individuel : 28e.

#### Classements en Coupe du monde
| Année     | Classement général final |
| 2020-2021 | 71e                      |
| 2022-2023 | 66e                      |